# Robocup

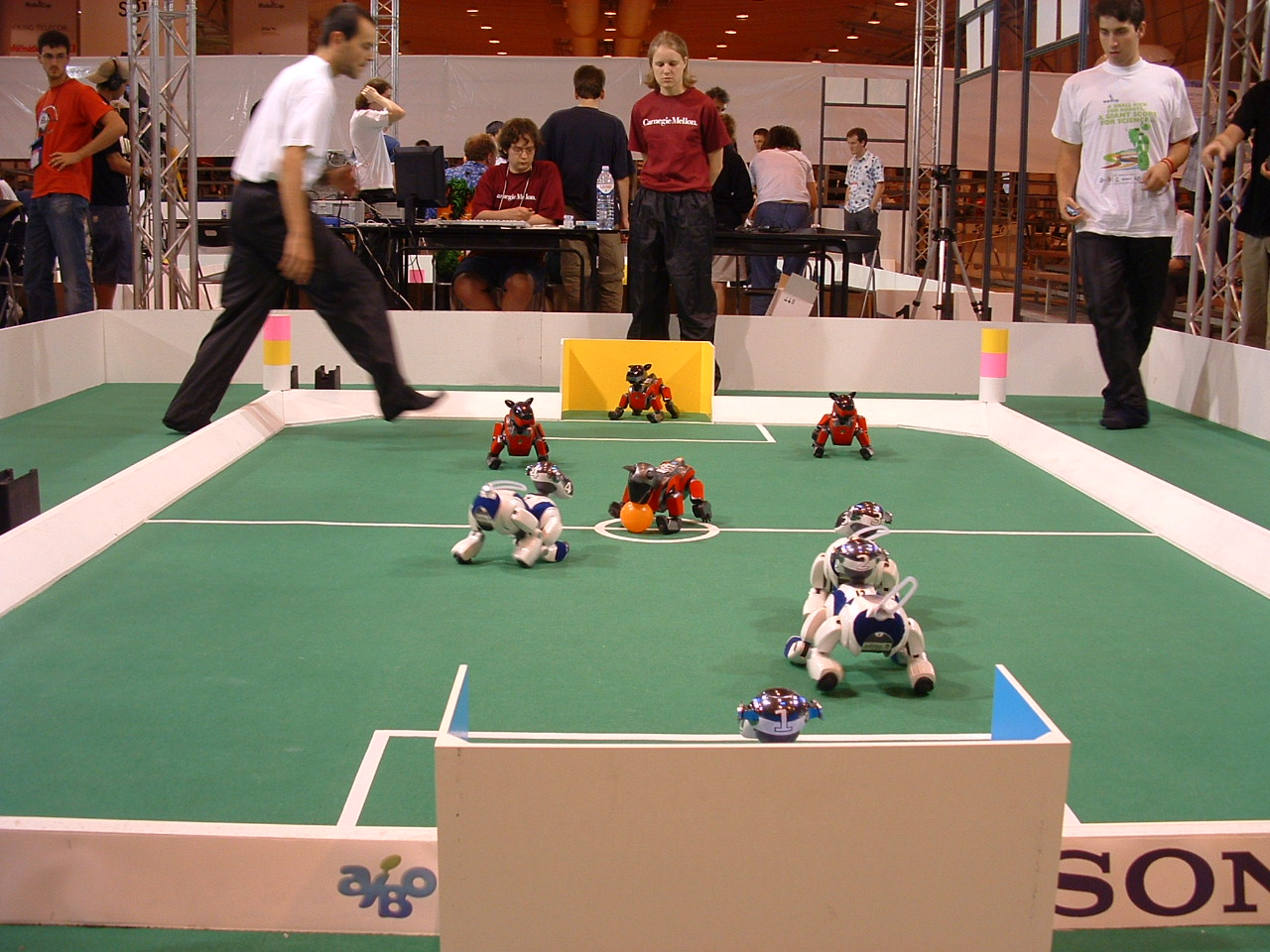
Partido jugado en la RoboCup 2004, disputada en Lisboa, Portugal.

RoboCup es un proyecto internacional fundado en 1997 para promover, a través de competencias integradas por robots autónomos, la investigación y educación sobre inteligencia artificial.

## Competiciones
La iniciativa está dividida en cuatro grandes competencias: 
- RoboCupSoccer
- RoboCupRescue
- RoboCupJunior
- RoboCup@Home.[1]

Cada una de ellas tiene varias ligas internas dependiendo de la modalidad.

### RoboCupSoccer
RoboCupSoccer es una competencia de fútbol con robots autónomos.
El objetivo oficial del proyecto es conseguir que, hacia el año 2050, un equipo de robots autosuficientes sea capaz de vencer al ganador de la Copa Mundial de la FIFA siguiendo sus propias reglas.
Las diferentes ligas atienden a la morfología del robot y siguen diferentes conjuntos de reglas:
- Liga de simulación, donde no existen robots físicos, sino que se enfrentan en un terreno virtual (img).
- Liga de robots de tamaño pequeño (img).
- Liga de robots de tamaño medio (img).
- Liga de robots con cuatro patas (img).
- Liga de robots humanoides (img).

### RoboCupRescue
Se trata de poner a prueba a los robots para tareas de búsqueda y salvamento de víctimas en terreno desfavorable. Los robots pueden ser tanto autónomos como guiados por control remoto.
En cada prueba, un equipo de robots debe ser capaz de encontrar el camino adecuado en la zona designada y hacer un mapa con la posición de los diferentes obstáculos del térreno y de las víctimas.
Hay dos ligas diferentes, en función de si se lleva a cabo en el terreno físico o virtual:
- Liga de simulación de rescate (img).
- Liga de rescate real (img).

### RoboCupJunior
Intenta acercar las metas y objetivos de Robocup a estudiantes de educación primaria y secundaria.
Hay diferentes formatos:
- Fútbol, en equipos de 2 contra 2[3] (img).
- Rescate, las reglas son similares al concurso global,[4] pero el escenario es más básico y sencillo[5] (img).
- Baile, en el que los participantes deben escoger una canción y robot autónomo que bailen a su son[6] (img).

### RoboCup@Home
Competencia añadida en la edición del 2006 celebrada en Bremen (Alemania) que se centra en la aplicación de robots autónomos en la vida diaria y en las relaciones hombre-robot derivadas.
El escenario suele ser de la vida real y es ahí donde hay que demostrar las capacidades del robot (img).